# Euston metróállomás
A Euston a londoni metró egyik állomása az 1-es zónában, a Northern line és a Victoria line érinti.

## Története
Az állomást 1907. május 12-én adták át, mely ma a Northern line része. 1968. december 1-jén megnyitották a Victoria line állomását is.

## Forgalom
| Járat | Útvonal | Gyakoriság     |
| ----- | --- | -------------- |
|       | (High Barnet és Edgware felől –) Camden Town – Euston – King’s Cross St. Pancras – Angel – Old Street – Moorgate – Bank – London Bridge – Borough – Elephant & Castle – Kennington – Oval – Stockwell – Clapham North – Clapham Common – Clapham South – Balham – Tooting Bec – Tooting Broadway – Colliers Wood – South Wimbledon – Morden | 2-3 percenként |
|       | (High Barnet és Edgware felől –) Camden Town – Mornington Crescent – Euston – Warren Street – Goodge Street – Tottenham Court Road – Leicester Square – Charing Cross – Embankment – Waterloo – Kennington (– néha tovább Morden felé) | 3 percenként   |
|       | Walthamstow Central – Blackhorse Road – Tottenham Hale – Seven Sisters – Finsbury Park – Highbury & Islington – King’s Cross St. Pancras – Euston – Warren Street – Oxford Circus – Green Park – Victoria – Pimlico – Vauxhall – Stockwell – Brixton                                                                                        | 2-3 percenként |

## Átszállási kapcsolatok
| Állomás | Átszállási kapcsolatok                                                                                       |
| ------- | --- |
| Euston  | Overground (London Euston pályaudvar) National Rail (London Euston pályaudvar) Helyi buszok (Euston Station) |

## Fordítás
- Ez a szócikk részben vagy egészben  az   Euston tube station című angol Wikipédia-szócikk fordításán alapul.  Az eredeti cikk szerkesztőit annak laptörténete sorolja fel. Ez a jelzés csupán a megfogalmazás eredetét és a szerzői jogokat jelzi, nem szolgál a cikkben szereplő információk forrásmegjelöléseként.